# Beef
Beef (prt: Rixa; bra: Treta) é uma minissérie de comédia dramática, thriller psicológico e tragicomédia estadunidense lançada em 2023 e criada por Lee Sung Jin para a Netflix. Estrelada por Steven Yeun e Ali Wong, a narrativa enfoca em Danny Cho e Amy Lau, cujo envolvimento em um quase incidente de trânsito os coloca um contra o outro. Em papéis coadjuvantes estão Joseph Lee, Young Mazino, David Choe e Patti Yasutake. Todos os episódios foram lançados no serviço de streaming da Netflix em 6 de Abril de 2023. Aclamada pela crítica, tiveram diversos elogios feitos as performances de Yeun e Wong, bem como o roteiro e a direção.

## Premissa
Um quase acidente em um estacionamento transforma dois estranhos em inimigos. O relacionamento olho por olho que se desenvolve leva a crescentes atos de vingança à medida que Amy e Danny aprendem sobre as identidades e famílias um do outro e se envolvem cada vez mais na vida um do outro.

## Estética
O Intertítulo no início de cada episódio mostra uma peça de arte moderna de David Choe, acompanhada por som ou música dramática, para realçar os títulos incomuns e enigmáticos.

## Elenco e personagens

### Principal
- Steven Yeun como Danny Cho, um empreiteiro sem sorte envolvido em um quase incidente de trânsito.[7]
- Ali Wong como Amy Lau, uma pequena empresária que opera uma empresa de venda de plantas chamada Kōyōhaus. Ela é a outra parte no incidente de trânsito com Danny.
- Joseph Lee como Joji "George" Nakai, o marido e escultor de Amy que fica em casa e vive à sombra de seu falecido pai, um artista famoso.
- Young Mazino como Paul Cho, o irmão mais novo de Danny que está passando por uma crise dos vinte anos e divide seu tempo entre jogos, investimentos em criptomoedas e levantamento de peso.
- David Choe como Isaac Cho, o primo divertido, mas esboçado de Danny, que foi recentemente libertado da prisão.
- Patti Yasutake como Fumi Nakai, sogra de Amy e mãe de George.

### Recorrentes
- Maria Bello como Jordan, uma mulher rica que dirige a Forsters, uma loja de materiais de construção.
- Ashley Park como Naomi, cunhada de Jordan, dona de casa e vizinha de Amy no bairro de Calabasas, na Califórnia.
- Mia Serafino como Mia, funcionária de Amy em sua empresa, Koyohaus.
- Remy Holt como June Nakai, filha única de Amy e George.
- Justin H. Min como Edwin, um líder de uma igreja coreana no Condado de Orange.
- Alyssa Gihee Kim como Veronica, ex-namorada de Danny e esposa de Edwin.
- Andie Ju como Esther, amiga de Edwin e Veronica.
- Andrew Santino como Michael, um dos amigos de Isaac.
- Rek Lee como Bobby, outro amigo de Isaac.

### Convidados
- Hong Dao como Hanh Trinh Lau,[8] A mãe de Amy que é uma imigrante vietnamita.
- Kelvin Han Yee como Bruce Lau,[8] O pai de Amy, um homem sino-americano que foi criado na Região Centro-Oeste dos Estados Unidos.
- Ione Skye[9] como mulher misteriosa.

## Produção
O projeto, criado por Lee Sung Jin e definido para estrelar Steven Yeun e Ali Wong foi anunciado pela primeira vez em março de 2021, com uma guerra de lances acontecendo pelos direitos da série. Netflix acabaria por ganhar os direitos. Em dezembro, Lee Isaac Chung foi relatado para dirigir o episódio piloto. Em março de 2022, membros do elenco adicionais foram anunciados, incluindo David Choe e Patti Yasutake, e o episódio piloto seria dirigido pela diretora japonesa, Hikari. Ela também foi confirmada para dirigir vários episódios adicionais. As filmagens começaram em abril de 2022.
Lee Sung Jin planejou o programa para durar 3 temporadas: “Há muitas ideias da minha parte para manter essa história em andamento. Acho que devemos ser abençoados com uma segunda temporada, há muitas maneiras de Danny e Amy continuarem. Eu tenho uma grande ideia geral que ainda não posso dizer, mas tenho três temporadas mapeadas na minha cabeça atualmente.”

## Lançamento
Beef estreou no SXSW de 2023 em 18 de março de 2023. E foi distribuído mundialmente pela Netflix em 6 de abril de 2023.

## Recepção

### Resposta da crítica
No site agregador de críticas, Rotten Tomatoes, 100% das 89 resenhas dos críticos são positivas, com nota média de 8,40/10. O consenso do site diz: "Ali Wong e Steven Yeun são um par de adversários diabolicamente assistíveis em Beef, uma comédia de primeira linha que encontra o pathos na mesquinhez." Metacritic, que usa uma média ponderada, atribuiu uma pontuação de 86 em 100 com base em 33 críticos, indicando "aclamação universal".